# Casa Árabe
Casa Árabe es una institución pública española creada en 2006 con el objeto de ser un centro de estudios y conocimiento sobre el mundo árabe y un punto de apoyo de la diplomacia española hacia los países árabes. Fue constituida el 6 de julio de 2006 a través de un convenio entre el Ministerio de Asuntos Exteriores, la Agencia Española de Cooperación Internacional, la Junta de Andalucía, la Comunidad de Madrid y los ayuntamientos de Madrid y Córdoba.
Tiene dos sedes: Madrid (antiguas Escuelas Aguirre) y Córdoba (la Casa Mudéjar). En esta última ciudad se coordina la edición de Awraq, revista de análisis sobre el mundo árabe contemporáneo.
En 2024, el prestigioso Premio Sheikh Zayed del Libro ha premiado la Casa Árabe como la Personalidad Cultural del Año.

## Estructura
Casa Árabe está presidida por un consejo rector de nueve miembros cuyo presidente es el ministro de Asuntos Exteriores, y sus vicepresidentes son los presidentes de las comunidades autónomas de Madrid y Andalucía, y los alcaldes de Madrid y Córdoba. La primera directora general fue la arabista Gema Martín Muñoz (2006-2012), a la que sucedieron los diplomáticos Eduardo López Busquets (2012-2015), Pedro Villena (2015-2017) y Pedro Martínez-Avial (2017-2021). Desde el 23 de noviembre de 2021 hasta el 5 de febrero de 2025, Irene Lozano era la directora general. Tiene además un Consejo Diplomático integrado por los embajadores árabes acreditados en España.
Casa Árabe, creada al mismo tiempo que Casa África, con sede en Las Palmas de Gran Canaria, se integra en la Red de Casas o red de diplomacia pública del Ministerio de Asuntos Exteriores de la que forman parte, también en España, la Casa Asia, con sedes en Madrid y Barcelona, la Casa Mediterráneo de Alicante, la Casa de América y el Centro Sefarad-Israel.
En mayo de 2024, la Casa Árabe, fue reconocida como "personalidad cultural del año" en los prestigiosos premios Sheikh Zayed en Abu Dabi (EFE). Como dijo Irene Lozano antes de la ceremonia de recogida del premio, “Es un reconocimiento a la diplomacia pública de nuestro país y a la influencia de la cultura española.”